# Британський гоночний зелений
Британський гоночний зелений (англ. British racing green, або англ. BRG) — темний відтінок зеленого кольору (RAL 6005). Вважається традиційним для автоспорту Великої Британії. Його використання було започатковано у 1903 році під час кубку Гордона Беннета що проводився в Ірладії (тоді ще частини Великої Британії), британські автомобілі що брали участь у змаганнях були пофарбовані у традиційний ірландський темно-зелений колір.
Взагалі, для BRG немає точного відтінку — наразі цей термін використовується для позначення спектра глибокої, багатої зелені. «Британський гоночний зелений» з точки зору автоспорту означав лише зелений колір загалом — його застосування до певного відтінку розвинулося поза спортом.